# メルリクBOX
メルリクBOX（メルリクボックス）は、FM NACK5でプロ野球オフシーズンの日曜12:55～16:00に放送されていた番組シリーズである。

## M-SUN
2006年10月～2007年3月に放送。
パーソナリティー
- M-chin
- 山口五和

コーナー
- ピポパクリクリ・メルリク準備体操

お題となる曲を流し、一番早くメールで正確に曲の歌詞を送ってくれたリスナーにプレゼントがもらえる。
曲はおかしな歌詞のB面歌謡曲のようなネタソング、嘉門達夫の替え歌、寿司を題材にした曲こと「寿司ネタソング」多かった。
寿司ネタソングの時のプレゼントは、寿司ネタ消しゴムがもらえた。
- ゲストコーナー
- ザ・190択クイズ

リスナーに逆電し、190の国のうち1つ選ぶコーナー。3つの音がヒント。
クイズに入る前に、山口五和とリスナーがたわむれる時間があり、山口もえさわ などの新キャラクター開発の場でもあった。
- ムッシュ・マーティンのボンジュール・ジュテーム・ダジャレ

リスナーからダジャレを募集しマーティンがフランス風に読み上げるコーナー。一番面白いネタ（最優秀賞）になると、「ボンジュール墨汁」をプレゼント。
- こどもの語録7,8,9,10〜！

大人が耳を疑うようなびっくり語録を募集するコーナー。
　　

## DX
2007年10月～2008年3月・2008年10月～2009年3月に放送。
パーソナリティー
- 仁井聡子

コーナー
- ポップコーンムービーズ

　　思わずポップコーンを落として、うなってしまう映画を仁井聡子が紹介。
- BACK TO THE REQUEST

　　昔懐かしい曲中心のリクエストを流す、年代層が上のコーナー。
- お願い！メル神様

　　リスナーから相談事を補修し、メル神様がばしばし答えてゆくコーナー。答えは超適当である。